# Герб Берна
Герб Берна — герб города Берн, столицы Швейцарии. Герб утверждён в 1234 году. Является также гербом кантона Берн.

## Описание
Герб имеет форму испанского щита, с красным фоном, пересечённым жёлтой полосой. В центре герба изображён чёрный медведь.

## История герба
В хрониках указано, что на первом гербе Берна был изображен чёрный, поднимающийся прямо вверх (геральдически) медведь на серебряном фоне. Изменение герба на современный произошло, по видимому, в XIII веке.
Легенда связывает также появление медведя, как символа Берна, с герцогом Бертольдом Богатым, который решил, что на его щите будет изображено животное, первым убитое им на охоте.
При разделении города и кантона Берн в 1831 году бернский герб стал гербом как кантона, так и города Берна; с 1944 года он является гербом округа Берн.

## Близкие гербы
Схожий с гербом Берна герб имеет город Нью-Берн в Северной Каролине. Разница, однако, заключается в том, что на этом гербе красный медвежий пенис отсутствует.